# Jackman
Jackman – miasto w Stanach Zjednoczonych, w stanie Maine, w hrabstwie Somerset.